# 추강냉화
《추강냉화》(秋江冷話)는 남효온이 지은 수필집이다. 내용은 저자가 듣고 본 일사(逸事) 및 시화(詩話) 등을 적은 것으로 남효온의 문집 <추강집>과 <대동야승>에도 수록되어 있다.